# Bartramia conica
Bartramia conica är en bladmossart som beskrevs av Edwin Bunting Bartram 1942. Bartramia conica ingår i släktet äppelmossor, och familjen Bartramiaceae. Inga underarter finns listade i Catalogue of Life.